# 블루레코드
블루레코드는 전주MBC FM4U(FM 99.1㎒)에서 매주 일요일 저녁 6시부터 저녁 6시 30분까지 방송하는 재즈 음악 프로그램이다.